# أولاد أركيعة (أهل مربع)
أولاد أركيعة هي إحدى مشيخات المملكة المغربية، تتبع جغرافيا لإقليم الفقيه بن صالح وإداريًا لأهل مربع. يقدر عدد سكانها بـ 7662 نسمة حسب الإحصاء الرسمي للسكان والسكنى لسنة 2004.